# Teorema celor trei perpendiculare
În geometrie, teorema celor trei perpendiculare este o teoremă cu următorul enunț:
Condiția necesară și suficientă ca o dreaptă oblică d1 la un plan să fie perpendiculară pe o dreaptă d2 inclusă în plan și care intersectează dreapta oblică este ca dreapta d2 să fie perpendiculară pe proiecția dreptei d1 pe plan.
Similar, un alt enunț ar putea suna astfel:
Dacă A este un punct exterior unui plan α, AB este dreapta perpendiculară din acel punct pe plan, cu {\displaystyle B\in \alpha }, d o dreaptă inclusă în planul α care nu trece prin B și BC dreapta perpendiculară pe d, cu {\displaystyle C\in d}, atunci {\displaystyle AC\perp d}
Un rezultat din algebra liniară este o generalizare a acestei teoreme la spații Hilbert de dimensiuni arbitrare:
Fie H un spațiu Hilbert, x un vector din acesta, {\displaystyle L_{1}\hookrightarrow L_{2}\hookrightarrow H} (subspații închise), și {\displaystyle x_{2}=P_{L_{2}}x}. Atunci {\displaystyle P_{L_{1}}x=P_{L_{1}}x_{2}}
Cu {\displaystyle P_{L_{1}}x} s-a notat "proiecția lui x pe subspațiul L1", iar relația {\displaystyle L_{1}\hookrightarrow L_{2}} înseamnă "L1 este un subspațiu al lui L2".
Acest al treilea enunț se reduce la cel de-al doilea, dacă se consideră că H este spațiul tridimensional, x este punctul A, L1 este dreapta d iar L2 este planul α.